# 森費爾 (加利福尼亞州)
森費爾（英語：Sunfair）是位於美國加利福尼亞州聖貝納迪諾縣的一個非建制地區。該地的面積和人口皆未知。

## 地理
森費爾的座標為34°09′50″N 116°14′50″W / 34.16389°N 116.24722°W，而該地的平均海拔高度為735米（即2412英尺）。